# MSC Meraviglia
Pour les articles homonymes, voir E34.
Le MSC Meraviglia, anciennement connu sous le nom de code E34, est un navire de croisière appartenant à la compagnie MSC Croisières.
Il est construit aux Chantiers de l'Atlantique STX France de Saint-Nazaire en France.
Le MSC Meraviglia, inaugure la  Classe Meraviglia. Son navire-jumeau baptisé MSC Bellissima a été quant à lui inauguré le 2 mars 2019.

## Histoire
En mars 2014, MSC Croisières commande deux navires de type « Vista » (plus deux en option) aux chantiers de l'Atlantique STX France de Saint-Nazaire. STX France était en concurrence avec les italiens Fincantieri pour cette commande. Le projet Vista permet aux quatre futurs navires d'aller dans un maximum de ports avec une longueur réduite à 315 mètres mais pouvant accueillir plus de passagers et d'agrandir la largeur du navire (43 mètres). Ces paquebots seront donc les quatre plus gros paquebots d'Europe. La compagnie veut aussi enrichir ces navires avec plus de restaurants avec des horaires plus libres pour les passagers.
La découpe de la première tôle du premier navire a lieu le 20 avril 2015, soit un an après la commande. MSC Croisières baptise alors le nouveau navire MSC Meraviglia (Meraviglia = Merveille). Le navire est ensuite mis sur cale mi-novembre 2015. Le navire prend forme rapidement et est mis à l'eau en septembre 2016.
Sa première navigation se situe entre le jeudi 30 mars et le dimanche 2 avril 2017 pour ses premiers essais en mer. La deuxième série d'essais en mer est effectuée entre le vendredi 28 avril et le samedi 29.
Le paquebot est livré le 31 mai 2017, en présence du président de la République française Emmanuel Macron et est baptisé avec succès le 3 juin au Havre par Sophia Loren, sa marraine.

## Caractéristiques
Le MSC Meraviglia dispose de plusieurs infrastructures:
- deux ascenseurs avec vue sur la mer (un à tribord, l'autre à bâbord) ;
- une piscine avec toit rétractable ;
- un parc aquatique ;
- un théâtre.
- Un espace thermal baptisé le : MSC Aurea Spa
- Cinéma 4D
- Simulateur de Formule 1
- Bowling
- Toboggans
- Salle de gym panoramique
- 4 piscines
- 9 bains à remous

## Galerie

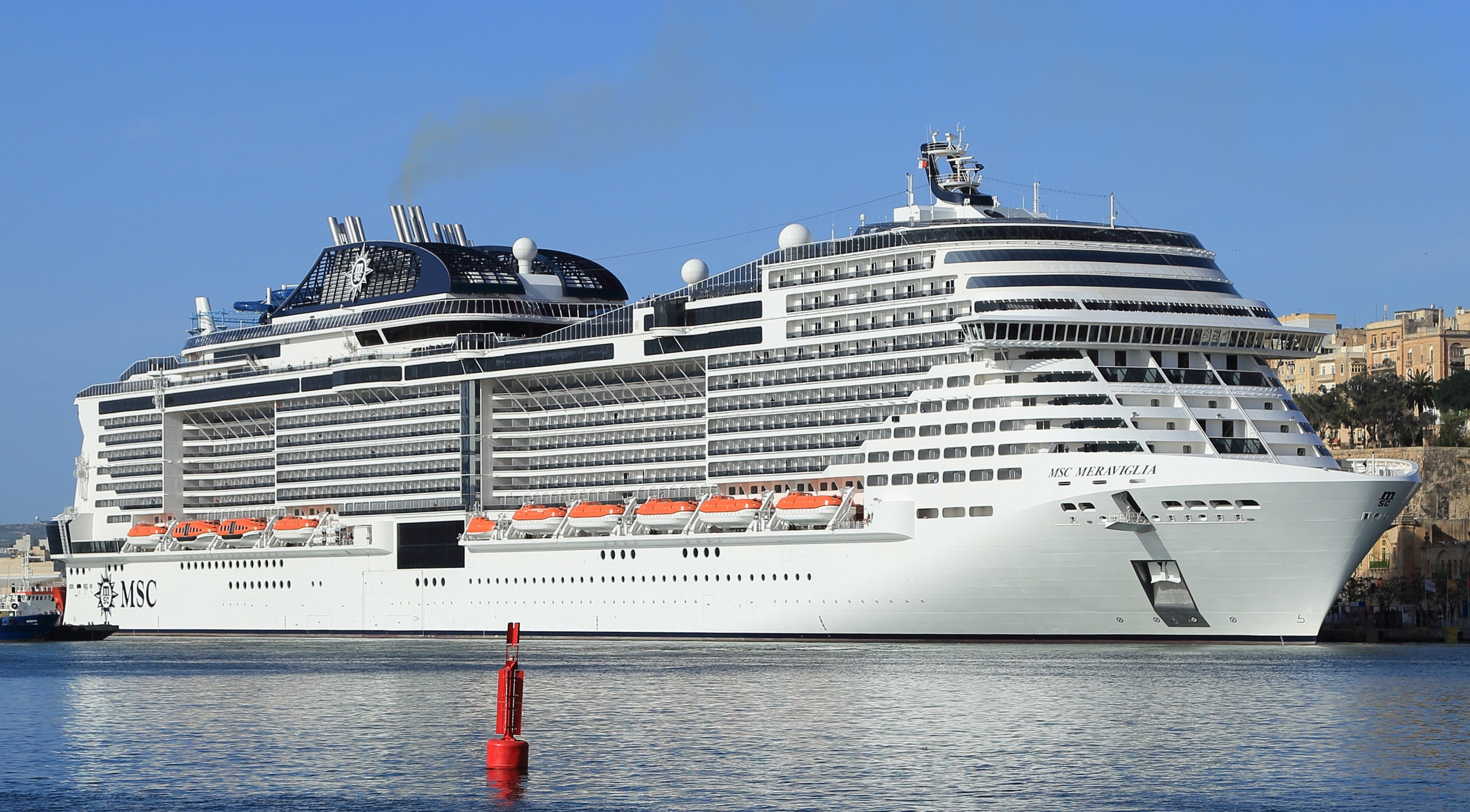
Le MSC Meraviglia, à Malte
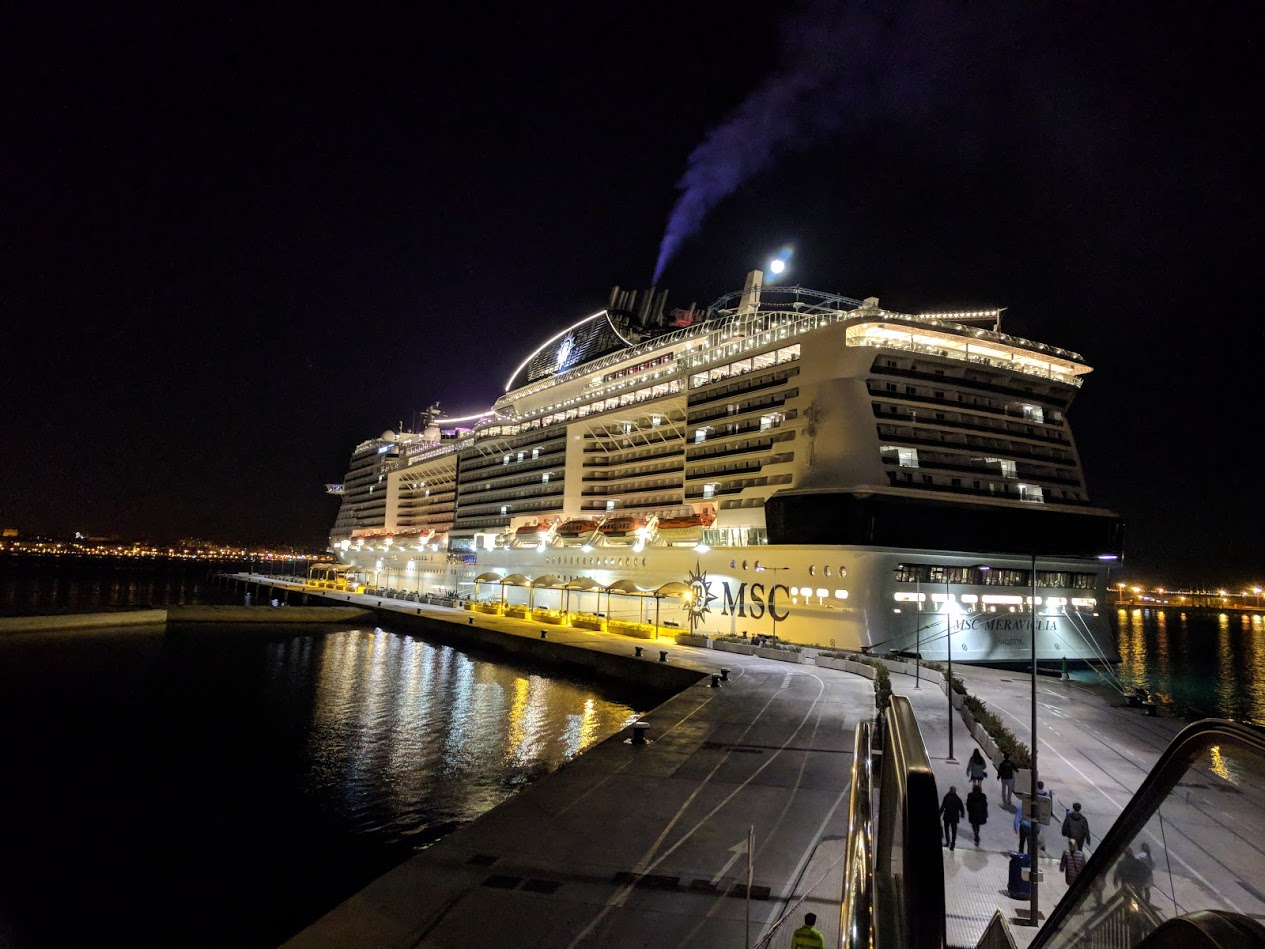
Le MSC Meraviglia, à Palma
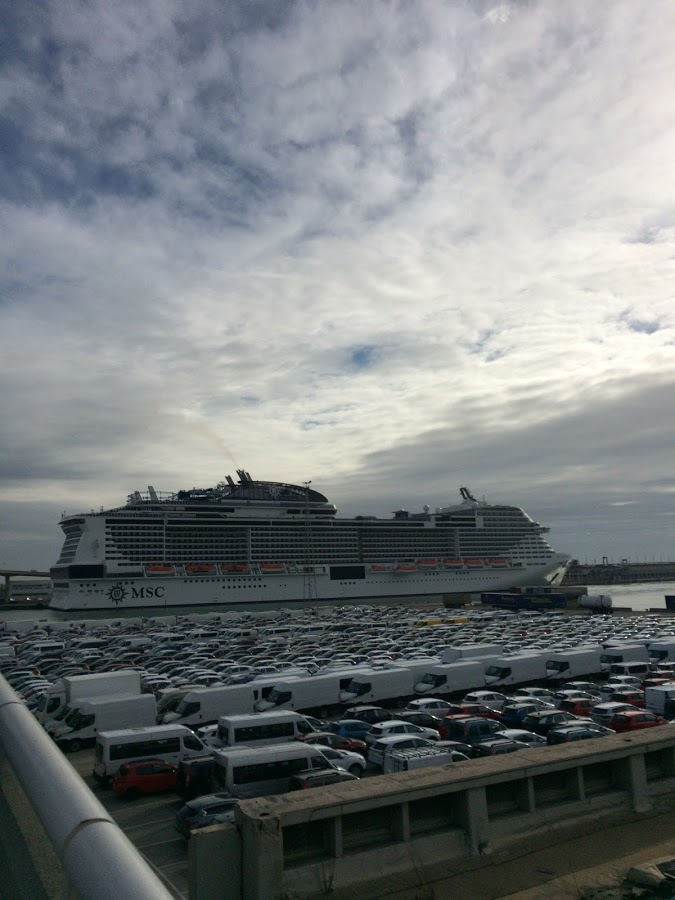
Le MSC Meraviglia, à Barcelone
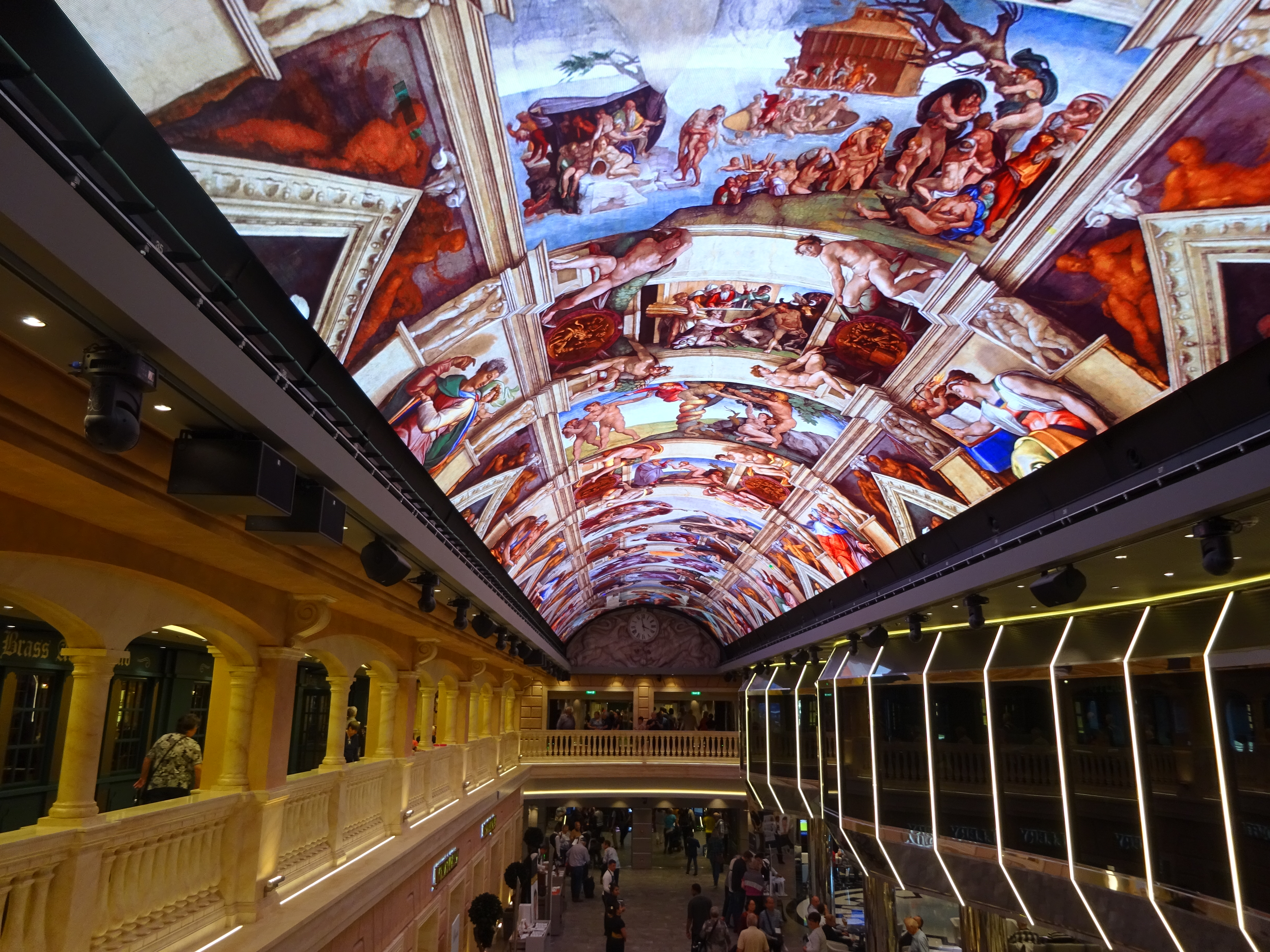
Plafond de la galerie en écran led.
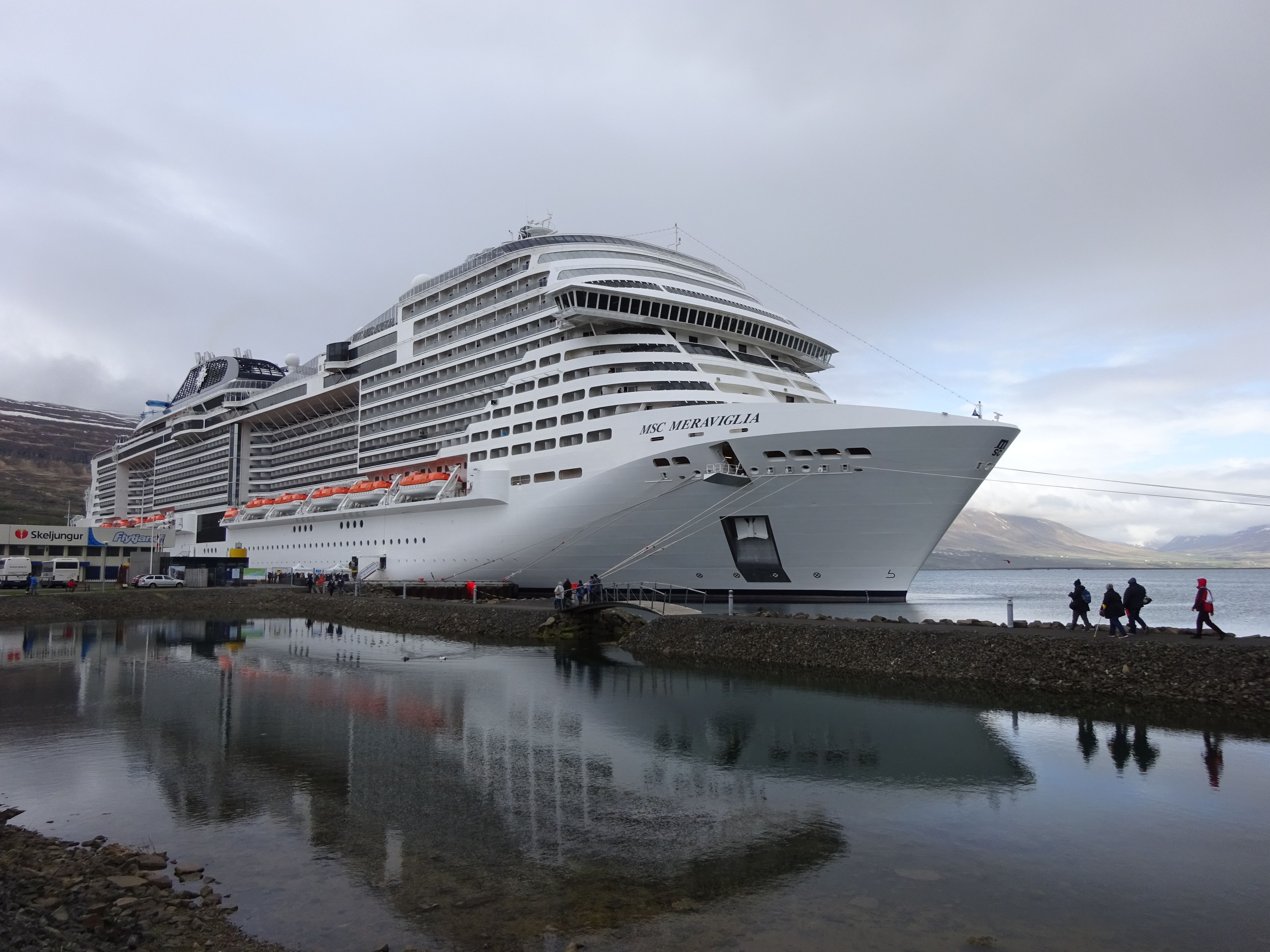
Le MSC Meraviglia à Akureyri en Islande.
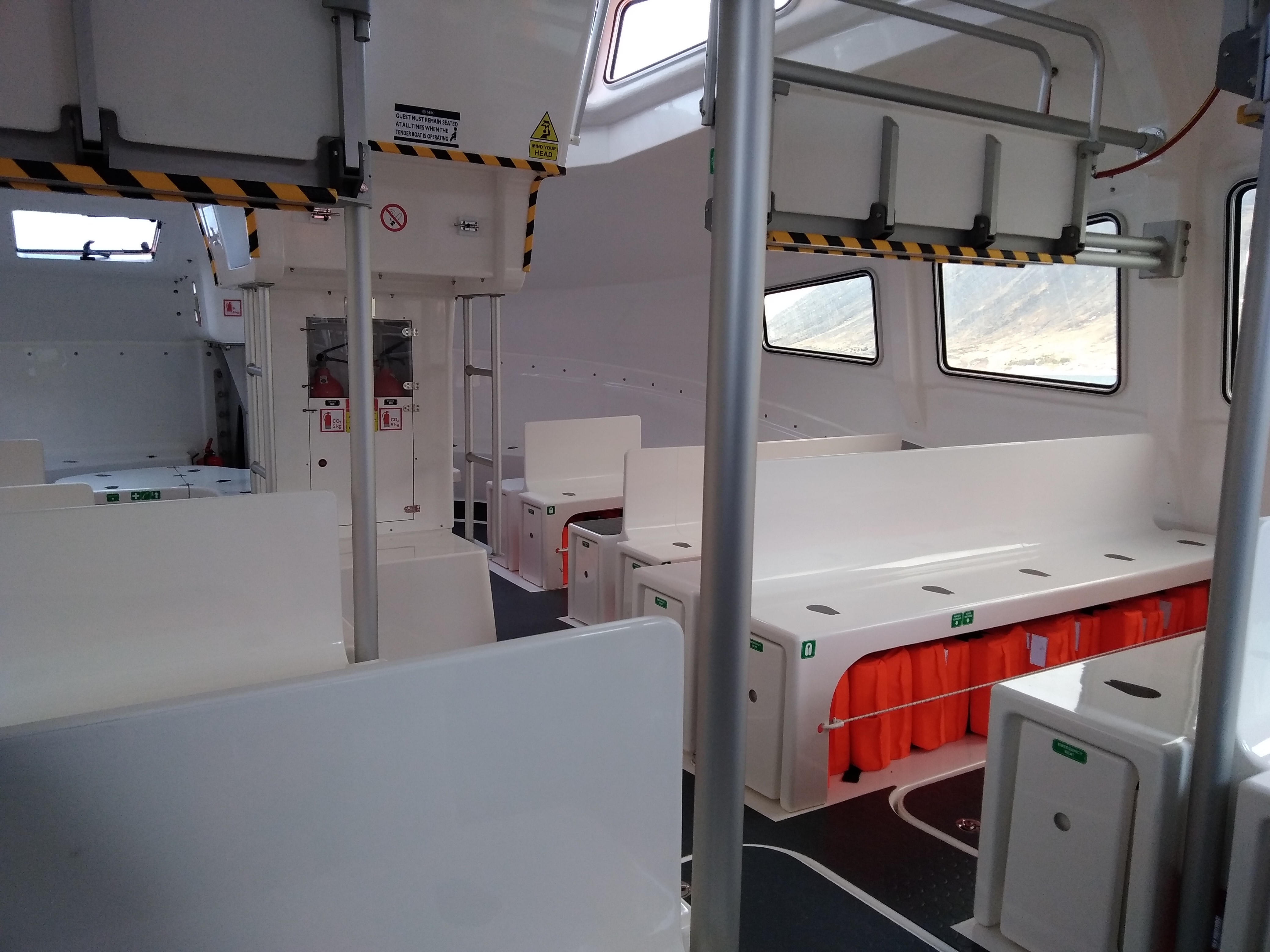
Intérieur d'un canot de sauvetage du MSC Meraviglia.